# Frießnitz (Harth-Pöllnitz)
Frießnitz ist ein Ortsteil der Gemeinde Harth-Pöllnitz im Landkreis Greiz in Thüringen.

## Geographie

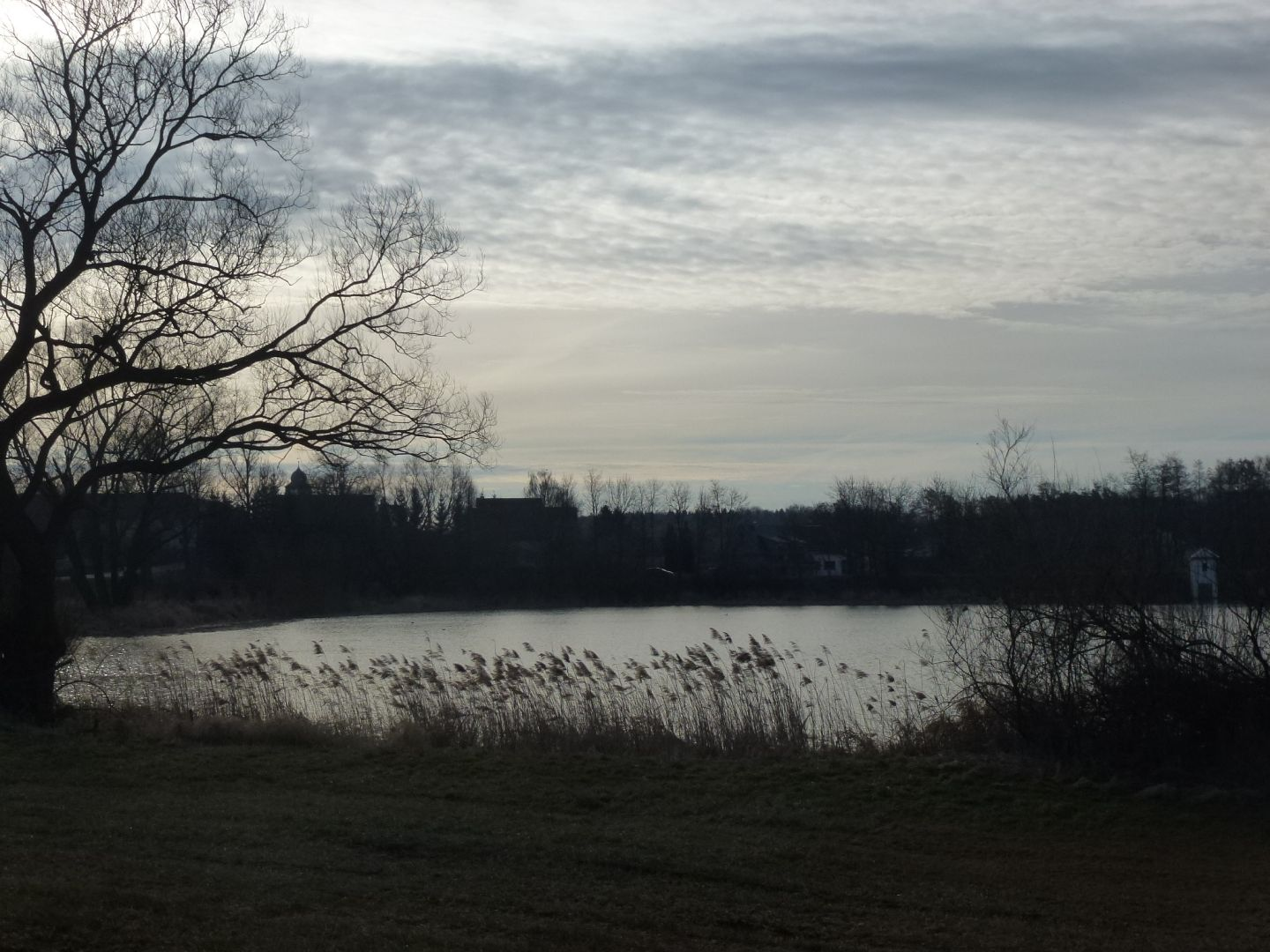
Frießnitzer See

Frießnitz liegt etwa fünf Kilometer westlich von Weida und etwa 20 km südlich von Gera an der Bundesstraße 175. Am Ortsrand befindet sich der 8 ha große See, der u. a. vom Struthbach gespeist wird und durch den Mühlbach entwässert wird, welcher unweit von Grochwitz in die Auma mündet. Der See wird vom Anglerverband Weida als Vorstreckgewässer genutzt. Bis Mitte der 1980er Jahre gab es am See einen Entenmastbetrieb, später eine Karpfenproduktion. Nachdem der See 1979 letztmals entschlammt wurde um Verlandung vorzubeugen findet 2013 eine erneute Entschlammung statt bei der mehr als 10000 Kubikmeter Schlamm entfernt werden sollen. Das Projekt wird hauptsächlich von Fördermitteln der EU finanziert.
Der See und das Umland mit einer Größe von etwa 300 ha hat den Status eines europäischen Fauna-Flora-Habitats Nr. 146 und ist als Vogelschutzgebiet der EU ausgewiesen. Ab dem Jahr 2012 wird hier eine Gruppe rumänischer Wasserbüffel mit 12 Tieren angesiedelt um der Verschilfung entgegenzuwirken. Im Zuge des Naturschutzes wurden auch nahezu sämtliche Pappeln am Seedamm gefällt. Zudem ist ein Aussichtsturm errichtet worden.

## Wappen
Die Sonne symbolisiert den Ortsteil Grochwitz, Fisch und Wellen den Frießnitzer See und die dort über viele Jahrhunderte betriebene Karpfenzucht. Der Endentwurf wurde von Ekkehard Böhm gestaltet.

## Geschichte
Frießnitz wurde 1267 erstmals urkundlich erwähnt, in der Stiftungsurkunde des St. Katharinenaltars der Weidaer Peterskirche der Vögte von Weida, Plauen und Gera. Es entstand als sorbische Siedlung mit Namen Vrisenitz während der dritten Gruppe der sorbischen Niederlassungen. So bedeutet das sorbische Vresnica in etwa Heidefeld oder Heidebach. Die Schreibweise wandelte sich über die Jahrhunderte über Frisenitz (1356) und Frisenicze (1416) zu der heute gebräuchlichen Form. 1416 wurde auf eine Mühle in „mostad an der Friseniz“ hingewiesen. 150 Jahre später gab es eine neue Mühle. Diese Teichmühle wurde wegen Baufälligkeit 1968–1970 abgerissen. Der See, der über Jahrhunderte 40 Zentner Karpfen pro Jahr erbrachte, wurde 1911 auf deren Bitten nach Weida verkauft. Ab 1913 erfolgte die Elektrifizierung des Ortes.
Das Rittergut gehörte 1923 Karl Graf v. Hohenthal-Puchau. Pächter des 50 ha großen Betriebes war Gustav Popp. Der Betrieb wurde nach dem Zweiten Weltkrieg enteignet und Bauern übereignet. Das zwischen 1778 und 1781 erbaute Barockschloss wurde im Sommer 1948 vollständig abgerissen. Es ging dabei ein prächtiger Bau mit repräsentativen Mittelpavillon und seitlichen Eckpavillons, mit hohem Walmdach gedeckt, unwiederbringlich verloren.
Zum 9. April 1994 schloss sich Frießnitz mit Köfeln und Burkersdorf zur Gemeinde Harth zusammen. Diese schloss sich wiederum am 21. Dezember 1995 mit der Nachbargemeinde Pöllnitz zur Gemeinde Harth-Pöllnitz zusammen.

## Ortsbürgermeister von Frießnitz
- 1990 bis 2005 – Susanne Schmeißer, CDU
- 2005 bis dato – Heinz Hemmann, CDU

## Verkehr
Die etwa zwei Kilometer westlich am Ort vorbeiführende Bundesstraße 2 wurde 1816/17 als Chausseestraße gebaut. Von hier aus erreicht man den Nachbarort Großebersdorf und die kreisfreie Stadt Gera. 1847/46 erfolgte der Bau der durch die Ortschaft führenden Bundesstraße 175. In den Jahren 1869 bis 1872 wurde die Eisenbahnstrecke Gera – Triptis – Saalfeld/Saale am Südrand des Ortes, zwischen Frießnitz und Grochwitz vorbei gebaut.

## Sonstiges
„Quarkteich“ ist der Name des kleinen Teiches auf halber Distanz zwischen Frießnitz und Burkersdorf an der B 175. Mit seinem Weiden- und Schilfrohrbewuchs dient er jährlich Schwänen, Wildenten und Fröschen als Quartier. Die Beobachtung bestätigt, dass seine direkte Nachbarschaft zu offenem Feld und Wald auch größerem dort beheimatetem Getier eine ungestörte Wasseraufnahme ermöglicht. Auf dem angrenzenden Gelände, welches vorher landwirtschaftlich genutzt wurde, ist eine Golfanlage gelegen.
Die romanische Kirche steht in der Straße Kirchberg 5.